# Большой гребешок
Большой гребешок, или гигантский гребешок (лат. Pecten maximus) — вид двустворчатых моллюсков рода Pecten в составе семейства морских гребешков. Распространены в северо-восточной части Атлантического океана. Раковина длиной около 15 см, от розоватой до почти чёрной, с ярко выраженными радиальными рёбрами. Гермафродиты. Живут на поверхности грунта; взрослые особи сохраняют способность к активному передвижению. Являются объектом промысла и аквакультуры (преимущественно во Франции и Великобритании). Раковина большого гребешка — символ Святого Иакова и эмблема паломников, следующих в Сантьяго-де-Компостела. Её изображение присутствует на гербах европейских родов и населённых пунктов, а также является распространённым орнаментальным мотивом.

## Описание

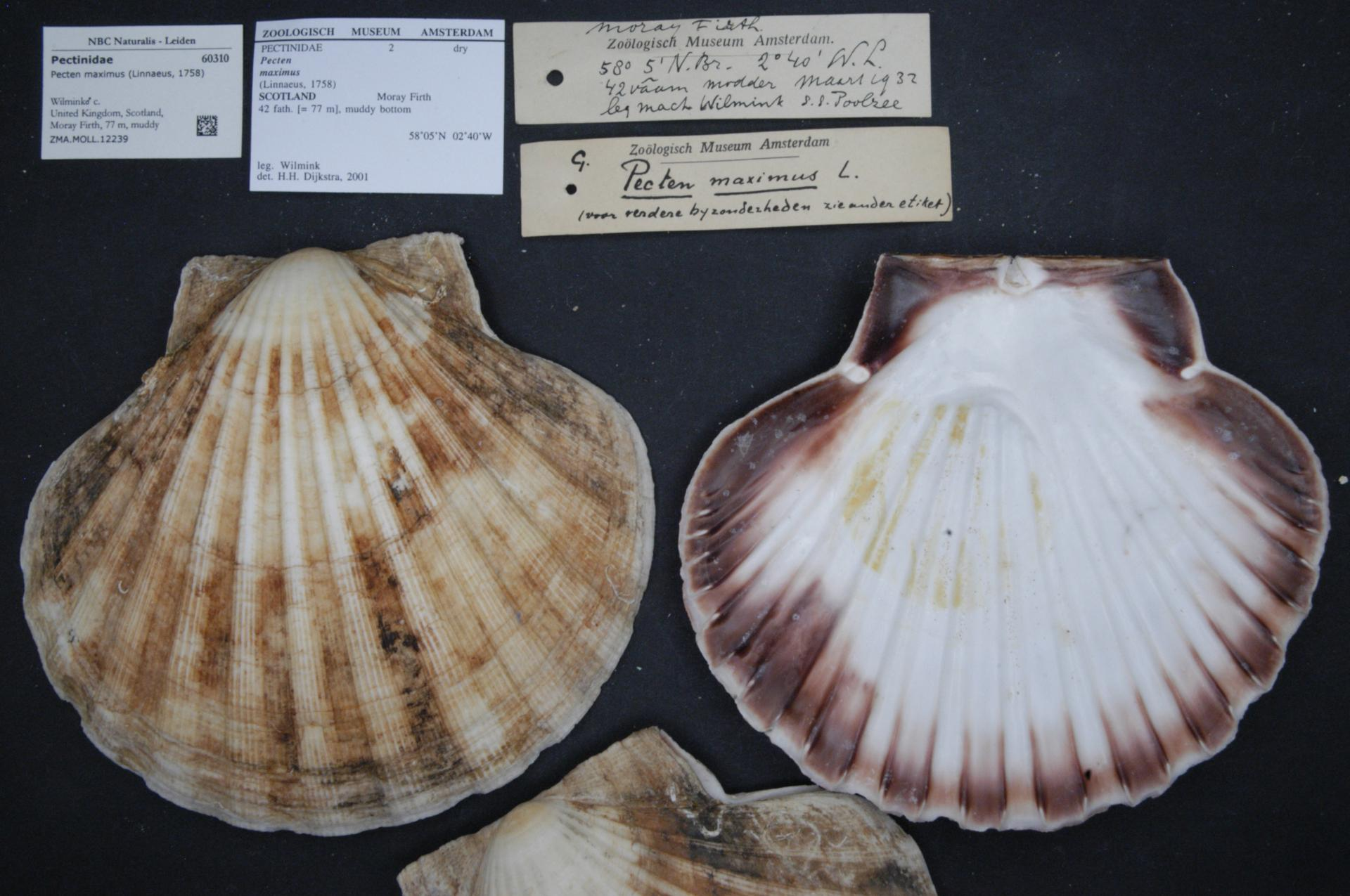
Раковины большого гребешка из собрания музея Натуралис (Лейден)

Раковина характерной веерообразной формы; неравностворчатая; толстостенная; ушки одинаковы на обеих створках.
Правая (нижняя) створка выпуклая, белёсого, желтоватого или охристого цвета, часто с более тёмными пятнышками или полосками; левая (верхняя) створка плоская, окрашена в тона от светло-розового до рыже-бурого (чаще всего), иногда почти чёрного. Правая створка слегка перекрывает левую. Периостракум грязно-бурый. Внутренний слой перламутровый, часто с тёмными пятнами или полосами. Обе створки радиально ребристые; насчитывается до 15-17 основных рёбер, поверх которых проходят более тонкие и частые концентрические рёбрышки. Рёбра нижней створки закруглены вплоть до краёв раковины. Как правило, радиальные рёбра негативно отражаются на внутренней поверхности створок. В длину раковина обычно до 15-16 см, при максимальной высоте 14 см. Отдельные экземпляры достигают длины 21 см.

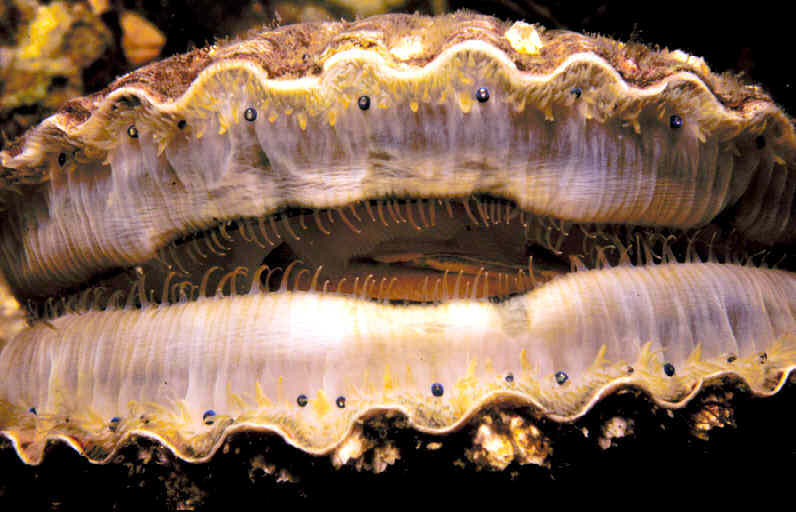
Глаза моллюска из семейства морских гребешков

Тело моллюска розовое или красноватое. Аддуктор мощный, крупный. Нога представляет собой пальцевидный вырост; на передней поверхности расположена бороздка, в которую открывается биссусная железа. По краю мантии расположены щупальца, у основания которых находятся два ряда блестящих сине-зелёных глазок диаметром до 1,5 мм (их количество в разных источниках оценивается по-разному: от 30 или 60 до 200).
В 2017 году группа израильских и шведских учёных провела исследование структуры глаз Pecten maximus с применением криоэлектронной микроскопии. Ранее, в 1960-х годах, удалось выяснить, что внутренняя поверхность глаза морских гребешков представляет собой вогнутое зеркало, однако строение и принципы работы зеркального слоя оставались неизвестными. В ходе современных исследований обнаружилось, что зеркала состоят из нескольких слоёв, образованных кристаллами гуанина. Сетчатка у гребешков также двухслойная, и зеркала, фокусируя на ней свет, обеспечивают создание центрального и периферического изображения. Примечательно, что схожий принцип работы имеют современные телескопы, в которых также используются не линзы, а зеркала. Предполагается, что данные об устройстве природных сегментированных зеркал могут способствовать созданию оптических приборов нового типа.

## Размножение
Синхронные гермафродиты: гонада одновременно содержит мужскую часть (верхняя, окрашена в кремово-белый цвет) и женскую (нижняя, красно-оранжевая). Оплодотворение внешнее. Сезон нереста — с апреля по сентябрь; нередко в два этапа (весенний и осенний). Вылупившиеся из яиц личинки разносятся течениями на расстояние 10-40 км. Стадия велигера длится около месяца; затем молодые гребешки прикрепляются биссусом к субстрату, а спустя ещё два-три месяца переходят к образу жизни взрослых моллюсков. Половой зрелости достигают на втором-третьем году жизни (при общей продолжительности жизни до 11-20 лет).

## Распространение и экология

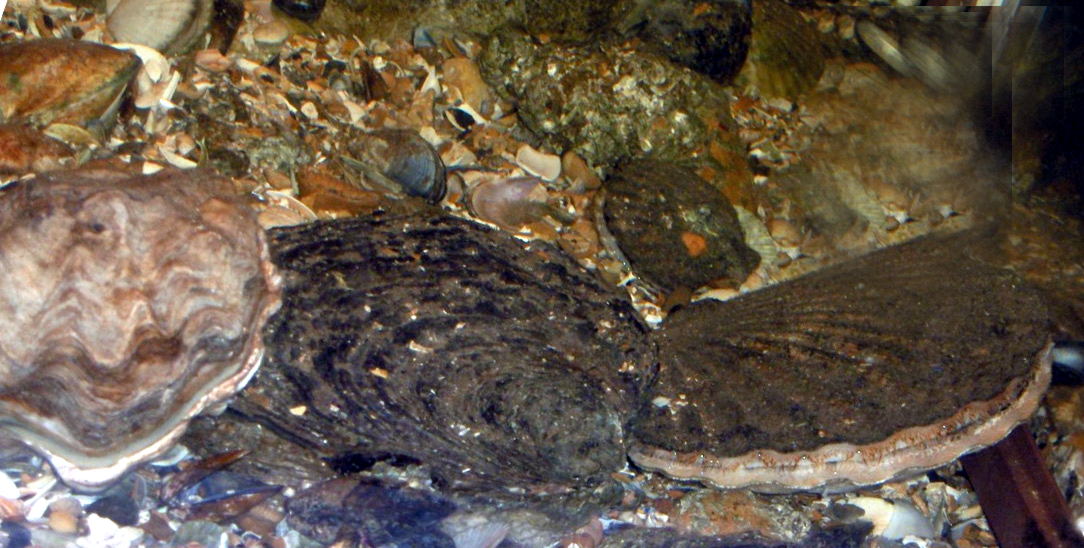
Большой гребешок (справа)

В ископаемом состоянии встречается с юрского периода; находки известны из всех частей света. В настоящее время обитает у атлантического побережья Европы (от Испании до Норвегии) и в Средиземном море. Отмечались также у побережья Западной Африки, близ Азорских и Канарских островов.
Встречается на глубине от 10 до 110 м (максимальные скопления — на глубине от 20 до 45 м). Предпочитает песчаные, песчано-илистые или гравийные грунты. Живёт на поверхности грунта, не закапываясь в него, однако располагается в углублениях, таким образом, чтобы верхняя створка была чуть выше грунта или на одном уровне с ним. Взрослые особи редко практикуют биссусное прикрепление, однако даже прикреплённые особи сохраняют способность плавать. При обычном плавании моллюск, хлопая створками, движется вентральным краем вперёд; при внезапном раздражении может совершить резкий скачок замочным краем вперёд, выпустив струю воды с вентрального края. Подобная реакция наблюдается, в частности, при контакте с хищными морскими звёздами (в том числе Asterias rubens и Astropecten irregularis), которые охотятся на гребешков. Однако в целом большие гребешки ведут малоподвижный образ жизни; наблюдения, проводившиеся на протяжении полутора лет, показали, что за этот срок взрослые особи перемещались не более чем на 30 м от исходной точки.
По типу питания фильтраторы. Основная пища — фитопланктон, микрозоопланктон, детрит. Поскольку доступность и разнообразие пищевых ресурсов во многом зависят от сезонных, гидрологических и прочих факторов, большие гребешки легко переходят с одного вида пищи на другой.
В числе естественных врагов Pecten maximus, помимо вышеупомянутых морских звёзд, — представители десятиногих ракообразных (Cancer pagurus, Carcinus maenas и др.), иногда также рыбы, осьминоги, некоторые виды брюхоногих. Особенно уязвимы гребешки на личиночной стадии.

## Значение для человека

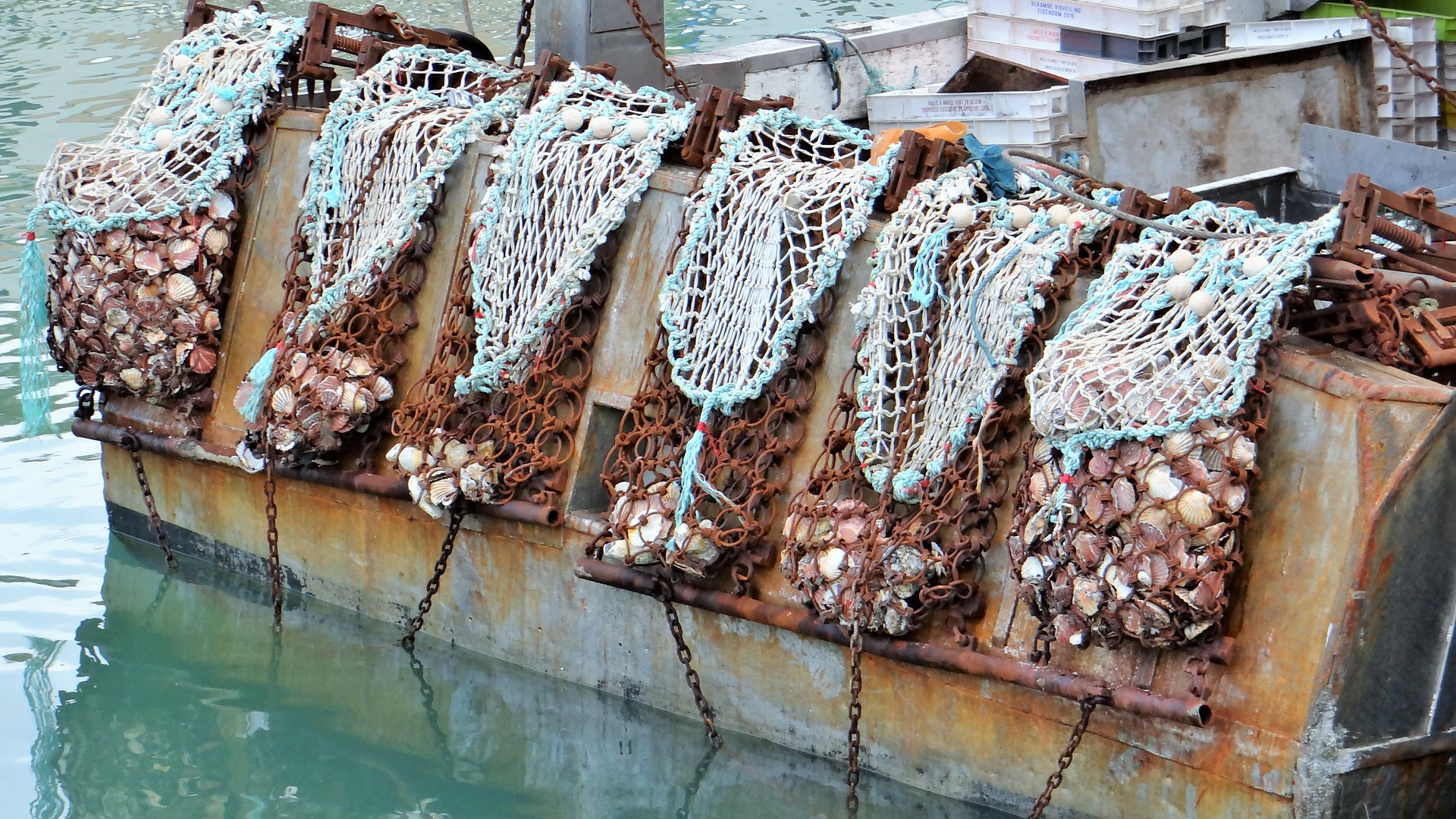
Добыча морских гребешков в Нормандии (Франция)

Вид имеет промысловое значение. Добывается в основном у берегов Великобритании (близ островов Мэн, Гебридских и Оркнейских) и Франции (у побережий Нормандии и Бретани); также в Испании и Норвегии. Является объектом экспериментальной аквакультуры. Так, во Франции практикуется трёхэтапное разведение больших гребешков: вначале личинки выращиваются в наземных резервуарах, затем молодые особи помещаются в море внутри специальных клеток (чтобы обеспечить защиту от хищников), и, наконец, достигнув годовалого возраста, выпускаются на свободу, где становятся частью естественной популяции. Отлов производится через два-три года, когда моллюски достигают установленного товарного размера (10-11 см, в зависимости от региона). Как во Франции, так и в Великобритании добыча моллюсков осуществляется в соответствии с рядом требований, направленных на обеспечение сохранности популяций.

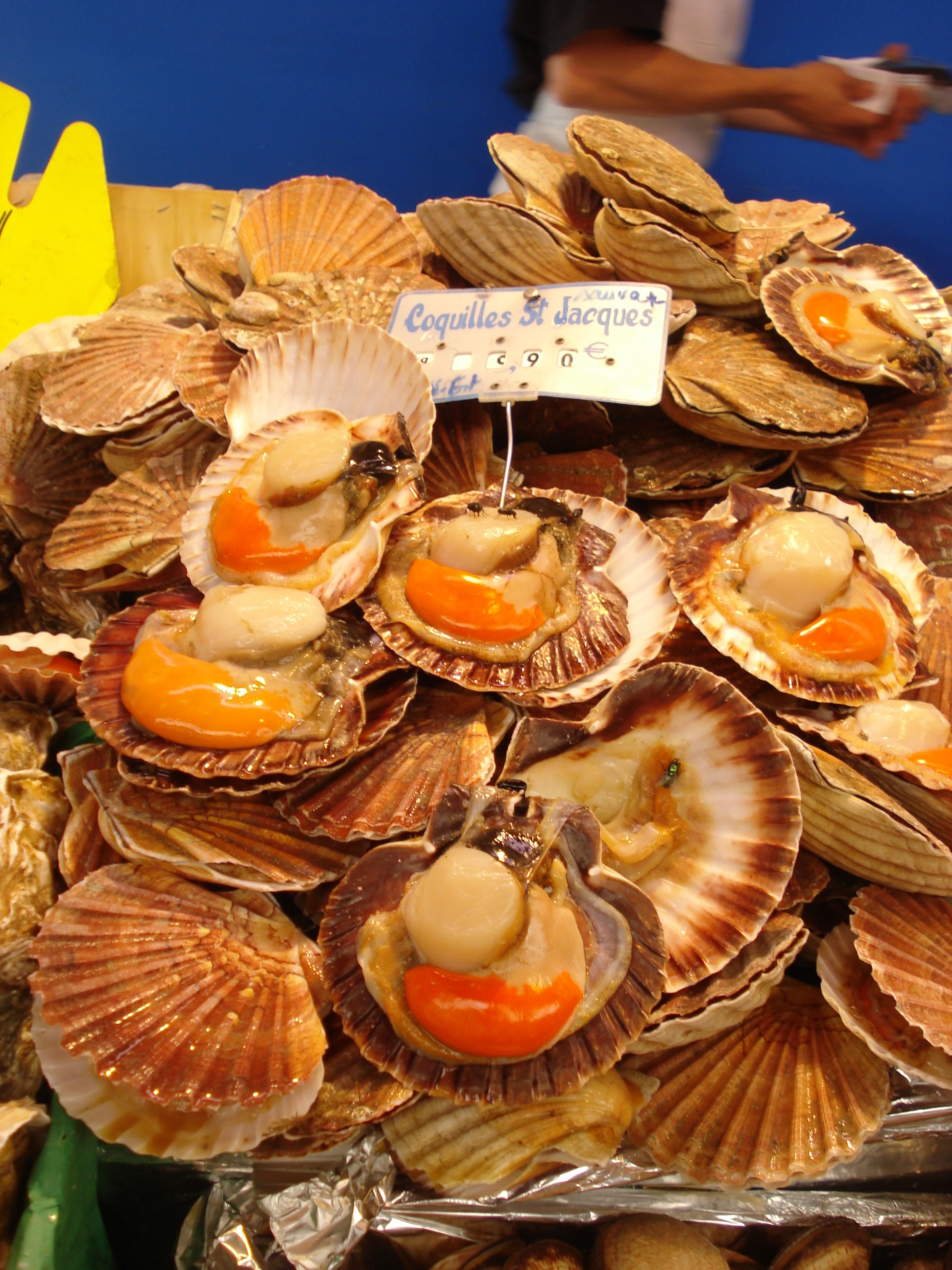
Торговля морскими гребешками во Франции

Морские гребешки — один из основных специалитетов французской кухни. Обычно под французским названием coquille Saint-Jacques подразумевается именно Pecten maximus, реже сходный вид Pecten jacobaeus. Основную съедобную часть моллюска составляет мышца-аддуктор; ценятся также половые железы — гонады. Традиционно гребешки подаются приготовленными (сваренными, обжаренными, запечёнными и т. п.), однако, как и ряд других морепродуктов, могут употребляться сырыми. Вместе с тем неоднократно отмечалось, что употребление больших гребешков может стать причиной амнезического отравления моллюсками, так как в их тканях скапливается домоевая кислота, действующая как нейротоксин. Поэтому живые гребешки, поступающие в продажу, проходят тщательный контроль, а при кулинарной обработке те части, которые в наибольшей степени накапливают домоевую кислоту, удаляются.
Для экологов вид является важным биоиндикатором: большие гребешки чувствительны к загрязнению, и в присутствии токсичных веществ меняется ритм осуществляемой ими фильтрации. Кроме того, метод склерохронологии, то есть изучения слоёв роста раковины моллюска позволяет с высокой точностью определять характеристики среды (температуру, солёность, насыщенность кислородом и т. п.) на протяжении всей жизни гребешка, в том числе для фоссилий, чей возраст насчитывает миллионы лет.

## В культуре
В античности гребешки, в частности Pecten maximus и близкородственный вид Pecten jacobaeus, были одним из символов Афродиты-Венеры. В изображениях богини часто присутствует раковина, схожая по форме с гребешками из рода Pecten; возможно, что на знаменитой картине Боттичелли «Рождение Венеры» изображена именно раковина большого гребешка.
Около XI или XII века раковины больших гребешков стали эмблемой паломников, ходивших на поклонение к одной из главных христианских святынь: мощам апостола Иакова в испанском городе Сантьяго-де-Компостела. Возвращаясь домой, паломник приносил с собой раковину как свидетельство о совершённом паломничестве. Вначале пилигримы просто собирали их на морском берегу; позднее гребешки стали продавать в самом месте паломничества. Существует множество легенд, объясняющих, почему именно раковина стала символом Святого Иакова и связанного с ним паломничества. Многочисленные археологические исследования могил средневековых паломников в разных странах показали, что найденные в них раковины принадлежат именно к виду Pecten maximus.
Впоследствии очертания раковины большого гребешка стали распространённым орнаментальным мотивом в живописи и архитектуре. Широкое распространение стилизованное изображение раковины получило также в геральдике: оно присутствует на гербах как знатных родов и религиозных обществ, так и различных европейских городов.
Известно, что стилизованное изображение морского гребешка из рода Pecten присутствует на логотипе крупнейшей нефтегазовой компании Royal Dutch Shell. Вероятно, прототипом послужила раковина вида Pecten maximus.

Сандро Боттичелли. Рождение Венеры. 1482—1486
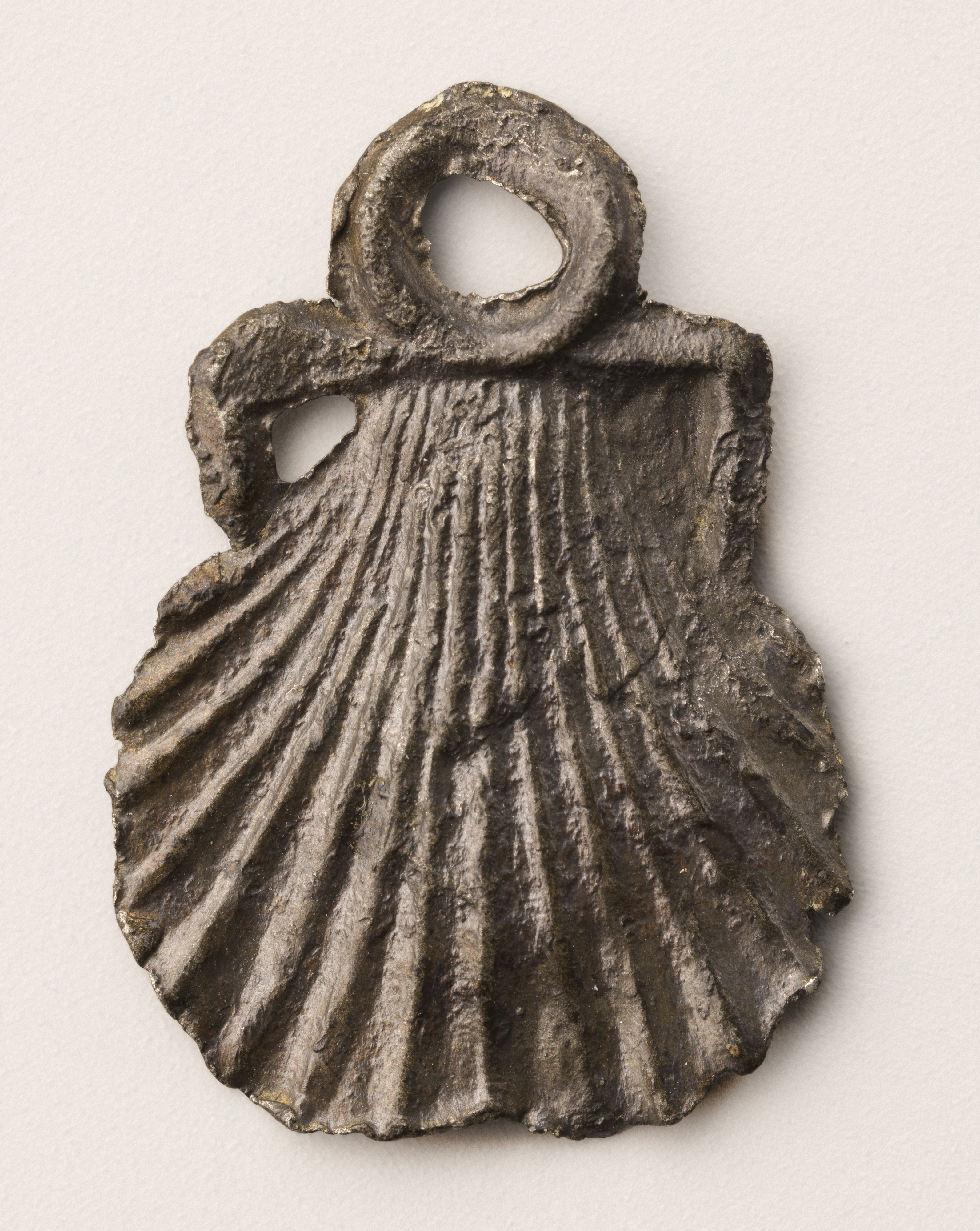
Амулет паломника. Свинец. XV век. Метрополитен-музей
Герб Эмметтена (Швейцария)
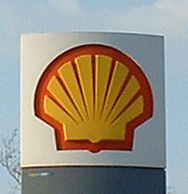
Логотип компании Shell